# Plagiochilion oppositum
Plagiochilion oppositum là một loài rêu trong họ Plagiochilaceae. Loài này được (Reinw., Blume & Nees) S. Hatt. mô tả khoa học đầu tiên năm 1947.